# Mesoceration reticulatum
Mesoceration reticulatum är en skalbaggsart som beskrevs av Perkins 2008. Mesoceration reticulatum ingår i släktet Mesoceration och familjen vattenbrynsbaggar. Inga underarter finns listade i Catalogue of Life.